# Wola Mała (Bychawa)
Wola Mała – część miasta Bychawa w Polsce położona w województwie lubelskim, w powiecie lubelskim.
1 stycznia 1958 wieś Wola Mała stała się częścią Bychawy, w związku z przekształceniem gromady Bychawa (do której Wola Mała – jako składowa Wandzina – przynależała od 1954 roku) w miasto.